# دن فروست
دن فروست (دانمارکی: Dan Frost؛ زادهٔ ۲۲ مهٔ ۱۹۶۱) دوچرخه‌سوار اهل دانمارک است.
وی در مسابقات کشوری و بین‌المللی در مجموع برندهٔ ۱ مدال طلا شده‌است.